# Aleksej Vladimirovič Batalov
Aleksej Vladimirovič Batalov (in russo Алексей Владимирович Баталов?; Vladimir, 20 novembre 1928 – Mosca, 15 giugno 2017) è stato un attore russo.

## Filmografia parziale
- Una grande famiglia (Bol'šaja sem'ja), regia di Iosif Chejfic (1954)
- Quando volano le cicogne (Letjat žuravli), regia di Michail Kalatozov (1957)
- Šinel', regia di Aleksej Vladimirovič Batalov (1959)
- La signora dal cagnolino (Dama s sobačkoj), regia di Iosif Chejfic (1960)
- Nove giorni in un anno (9 dnej odnogo goda), regia di Michail Il'ič Romm (1962)
- Mosca non crede alle lacrime (Moskva slezam ne verit) , regia di Vladimir Men'šov (1979)

## Doppiatori italiani
- Riccardo Cucciolla in Quando volano le cicogne
- Nando Gazzolo in La signora dal cagnolino
- Pino Locchi in Mosca non crede alle lacrime